# ARM Cortex-A15 MPCore
Az ARM Cortex-A15 MPCore egy többmagos ARM processzor, amely sorrendtől eltérő végrehajtású (out-of-order) szuperskalár futószalaggal rendelkezik, az ARM v7 utasításkészletet valósítja meg és legnagyobb órajele 2,5 GHz lehet.

## Áttekintés
Az ARM azt állítja, hogy a Cortex A15 mag 40 százalékkal hatékonyabb mint az Cortex-A9 mag, azonos számú mag és órajel mellett. Az első A15 megvalósítások 2011 őszén készültek, de a csipen alapuló termékek nem kerültek piacra egészen 2012-ig.
A Cortex-A15 mag legfontosabb jellemzői:
- 40 bites Large Physical Address Extensions (LPAE) címzés, mellyel max. 1 TB RAM címezhető.[8][9] Az x86 Physical Address Extension-höz hasonlóan, a virtuális címtartomány megmarad 32 bitesnek.[10]
- 15 fokozatú fixpontos/17–25 fokozatú lebegőpontos futószalag, sorrendtől eltérő (out-of-order) spekulatív kibocsátású 3-utas szuperskalár végrehajtási futószalaggal[11]
- 4 mag klaszterenként, egy csipen 2 klaszterig CoreLink 400 (CCI-400, egy AMBA-4 koherens összekapcsolás) kapcsolattal, egy csipen 4 klaszter esetén CCN-504-gyel.[12] Az ARM biztosítja a specifikációkat, de a licencelők egyedi ARM csipeket alakíthatnak ki, és az AMBA-4 2 klaszter fölé skálázható. Az elméleti határ 16 klaszter, ahol 4 bit kódolja a CLUSTERID számot (klaszterazonosítót) a CP15 regiszterben (a 8–11. biteken).[13]
- DSP és NEON SIMD kiterjesztések a lapkán (magonként)
- VFPv4 lebegőpontos egység a lapkán (magonként)
- Hardveres virtualizáció támogatása
- A Thumb-2 utasításkészlet-kódolás csökkenti a kód méretét, és kis mértékben a teljesítményt is[14]
- TrustZone biztonsági kiterjesztések
- Jazelle RCT a JIT fordításhoz
- Program Trace Macrocell és CoreSight Design Kit az utasításvégrehajtás beavatkozásmentes nyomkövetéséhez
- 32 KiB adat + 32 KiB utasítás L1 gyorsítótár magonként
- Integrált alacsony késleltetésű 2. szintű gyorsítótár vezérlő, max. 4 MiB klaszterenként

## Csipek
Az első megvalósítás a Samsung Exynos 5 Dual processzora volt 2012-ben, amelyet 2012 októberében a Samsung Chromebook Series 3 (ARM verzió) modellbe építettek, ezt követte novemberben a Google Nexus 10.
A jelenlegi megvalósítások sajtóbejelentései:
- Broadcom SoC[15]
- HiSilicon K3V3[16]
- Nvidia Tegra 4 (Wayne)[17] és Tegra K1
- Samsung Exynos 5 Dual, Quad és Octa[18]
- ST-Ericsson Nova A9600 (törölve) (kétmagos @ 2,5 GHz 20k DMIPS fölött)[19][20]
- Texas Instruments OMAP 5 SoCs[21]

Várható, hogy más licencelők, mint például az LG, szintén készítenek A15-ön alapuló kialakításokat a közeljövőben.

### Egylapkás rendszerek
| Modellszám                           | félvezető-technológia | CPU                                                                                              | GPU | memóriainterfész                                                                      | vezetéknélküli technológiák | rendelkezésre áll | alkalmazó eszközök |
| ------------------------------------ | --------------------- | ------------------------------------------------------------------------------------------------ | --- | ------------------------------------------------------------------------------------- | --------------------------- | ----------------- | --- |
| HiSilicon K3V3                       | 28 nm HPL             | big.LITTLE architektúra, benne 1,8 GHz kétmagos ARM Cortex-A15 + kétmagos ARM Cortex-A7          | Mali-T628 |                                                                                       |                             | H2 2014           | |
| Nvidia Tegra 4 T40                   | 28 nm HPL             | 1,9 GHz négymagos ARM Cortex-A15 + 1 alacsony fogyasztású mag                                    | Nvidia GeForce @ 72 mag, 672 MHz, 96,8 GFLOPS = 48 PS + 24 VU × 0.672 × 2 (96,8 GFLOPS)(DirectX 11+, OpenGL 4.X, és PhysX támogatással)                                                                  | 32 bites kétcsatornás DDR3L vagy LPDDR3 max. 933 MHz (1866 MHz adatátviteli sebesség) | Category 3 (100 Mbit/s) LTE | Q2 2013           | Nvidia Shield Tegra Note 7 |
| Nvidia Tegra 4 AP40                  | 28 nm HPL             | 1.2-1,8 GHz négymagos + alacsony fogyasztású mag                                                 | Nvidia GPU 60 mag (DirectX 11+, OpenGL 4.X, és PhysX támogatással) | 32 bites dual-channel 800 MHz LPDDR3                                                  | Category 3 (100 Mbit/s) LTE | Q3 2013           | |
| Nvidia Tegra K1                      | 28 nm HPm             | 2,3 GHz négymagos + elemkímélő mag                                                               | Kepler SMX (192 CUDA mag, 8 TMU (texture mapping unit), 4 ROP (render output unit)) | 32 bites kétcsatornás DDR3L, LPDDR3 vagy LPDDR2                                       |                             | Q2 2014           | Jetson TK1 fejlesztőkártya, Lenovo ThinkVision 28 Xiaomi MiPad |
| Texas Instruments OMAP5430           | 28 nm                 | 2,0 GHz kétmagos                                                                                 | PowerVR SGX544MP2 @ 532 MHz + dedikált 2D grafikai gyorsító | 32 bites dual-channel 532 MHz LPDDR2                                                  |                             | Q2 2013           | |
| Texas Instruments OMAP5432           | 28 nm                 | 2,0 GHz kétmagos                                                                                 | PowerVR SGX544MP2 @ 532 MHz + dedikált 2D grafikai gyorsító | 32 bites dual-channel 532 MHz DDR3                                                    |                             | Q2 2013           | |
| Exynos 5 Dual (korábban Exynos 5250) | 32 nm HKMG            | 1,7 GHz kétmagos ARM Cortex-A15                                                                  | ARM Mali-T604 (négymagos) @ 533 MHz; 68,224 GFLOPS It's not clear what are these numbers, where these numbers came from, or even if they are accurate! There is no reference mentioned for them[forrás?] | 32 bites kétcsatornás 800 MHz LPDDR3/DDR3 (12,8 GB/s) vagy 533 MHz LPDDR2 (8,5 GB/s)  |                             | Q3 2012           | Samsung Chromebook XE303C12, Google Nexus 10, Arndale Board, Huins ACHRO 5250 Exynos, Freelander PD800 HD, Voyo A15, HP Chromebook 11, Samsung Homesync                                                |
| Exynos 5 Octa (belsőleg Exynos 5410) | 28 nm HKMG            | 1,6 GHz négymagos ARM Cortex-A15 és 1,2 GHz négymagos ARM Cortex-A7 (ARM big.LITTLE)             | IT PowerVR SGX544MP3 (hárommagos) @ 480 MHz 49 GFLOPS (532 MHz néhány teljesképernyős alkalmazásban) | 32 bites kétcsatornás 800 MHz LPDDR3 (12,8 GB/s)                                      |                             | Q2 2013           | Samsung Galaxy S4 I9500, Hardkernel ODROID-XU, Meizu MX3, ZTE Grand S II TD ODROID-XU |
| Exynos 5 Octa (belsőleg Exynos 5420) | 28 nm HKMG            | 1,8-1,9 GHz négymagos ARM Cortex-A15 és 1,3 GHz négymagos ARM Cortex-A7 (ARM big.LITTLE GTS-sel) | ARM Mali-T628 MP6 @ 533 MHz; 109 GFLOPS | 32 bites kétcsatornás 933 MHz LPDDR3e (14,9 GB/s)                                     |                             | Q3 2013           | Samsung Chromebook 2 11.6", Samsung Galaxy Note 3, Samsung Galaxy Note 10.1 (2014 Edition), Samsung Galaxy Note Pro 12.2, Samsung Galaxy Tab Pro (12.2 & 10.1), Arndale Octa Board, Galaxy S5 SM-G900H |
| Exynos 5 Octa (belsőleg Exynos 5422) | 28 nm HKMG            | 2,1 GHz négymagos ARM Cortex-A15 és 1,5 GHz négymagos ARM Cortex-A7 (ARM big.LITTLE GTS-sel)     | ARM Mali-T628 MP6 @ 695 MHz (1,2 GFLOPS) | 32 bites kétcsatornás 933 MHz LPDDR3/DDR3 (14,9 GB/s)                                 |                             | Q2 2014           | Galaxy S5 SM-G900 |
| Exynos 5 Octa (belsőleg Exynos 5800) | 28 nm HKMG            | 2,1 GHz négymagos ARM Cortex-A15 és 1,3 GHz négymagos ARM Cortex-A7 (ARM big.LITTLE GTS-sel)     | ARM Mali-T628 MP6 @ 695 MHz (1,2 GFLOPS) | 32 bites kétcsatornás 933 MHz LPDDR3/DDR3 (14,9 GB/s)                                 |                             | Q2 2014           | Samsung Chromebook 2 13,3" |
| Exynos 5 Hexa (belsőleg Exynos 5260) | 28 nm HKMG            | 1,7 GHz kétmagos ARM Cortex-A15 és 1,3 GHz négymagos ARM Cortex-A7 (ARM big.LITTLE GTS-sel)      | ARM Mali-T624 | 32 bites kétcsatornás 800 MHz LPDDR3 (12,8 GB/s)                                      |                             | Q2 2014           | Galaxy Note 3 Neo (bejelentve 2014. január 31.), Samsung Galaxy K zoom |
| Allwinner A80 Octa                   | 28 nm HPm             | Négymagos ARM Cortex-A15 és Négymagos ARM Cortex-A7 (ARM big.LITTLE GTS-sel)                     | PowerVR G6230 (Rogue) | 32 bites kétcsatornás DDR3/DDR3L/LPDDR3 vagy LPDDR2                                   |                             |                   | |

## Fordítás
Ez a szócikk részben vagy egészben  az   ARM Cortex-A15 című angol Wikipédia-szócikk ezen változatának fordításán alapul.  Az eredeti cikk szerkesztőit annak laptörténete sorolja fel. Ez a jelzés csupán a megfogalmazás eredetét és a szerzői jogokat jelzi, nem szolgál a cikkben szereplő információk forrásmegjelöléseként.